# Aleksey Klimov
Pour les articles homonymes, voir Klimov (homonymie).
Alekseï Vassilievitch Klimov (en russe : Алексей Васильевич Климов), en anglais : Aleksey Klimov ; né le 27 août 1975 à Tomsk (URSS), est un tireur sportif russe. 
Huitième dans l'épreuve de vitesse olympique au pistolet lors des Jeux olympiques de 2008, Klimov remporte en 2010 la médaille d'or dans la même épreuve lors des Championnats du monde de tir. Aux Jeux olympiques de 2012, il échoue au pied du podium avec une quatrième place.